# Iresine
Iresine P.Browne, 1756 è un genere di erbe della famiglia delle Amarantacee.
È originario dell'America e comprende diverse specie dal fogliame decorativo e delicato.

## Tassonomia
Il genere comprende le seguenti specie:
- Iresine ajuscana Suess. & Beyerle
- Iresine alternifolia S.Watson
- Iresine angustifolia Euphrasén
- Iresine arbuscula Uline & W.L.Bray
- Iresine arrecta Standl.
- Iresine borschii Zumaya & Flores Olv.
- Iresine cassiniiformis S.Schauer
- Iresine chrysotricha (Suess.) Borsch, Flores Olv. & Kai Müll.
- Iresine cubensis Borsch, Flores Olv. & Kai Müll.
- Iresine diffusa Humb. & Bonpl. ex Willd.
- Iresine discolor Greenm.
- Iresine domingensis Urb.
- Iresine flavescens Humb. & Bonpl. ex Willd.
- Iresine flavopilosa Suess.
- Iresine hartmanii Uline
- Iresine hebanthoides Suess.
- Iresine heterophylla Standl.
- Iresine interrupta Benth.
- Iresine jaliscana Uline & W.L.Bray
- Iresine latifolia (M.Martens & Galeotti) Benth. & Hook.f.
- Iresine laurifolia Suess.
- Iresine leptoclada (Hook.f.) Henrickson & S.D.Sundb.
- Iresine nigra Uline & W.L.Bray
- Iresine orientalis G.L.Nesom
- Iresine palmeri (S.Watson) Standl.
- Iresine pedicellata Eliasson
- Iresine pringlei S.Watson
- Iresine rhizomatosa Standl.
- Iresine rotundifolia Standl.
- Iresine rzedowskii Zumaya, Flores Olv. & Borsch
- Iresine schaffneri S.Watson
- Iresine sousae Zumaya, Borsch & Flores Olv.
- Iresine stricta Standl.
- Iresine valdesii Zumaya, Flores Olv. & Borsch

## Usi

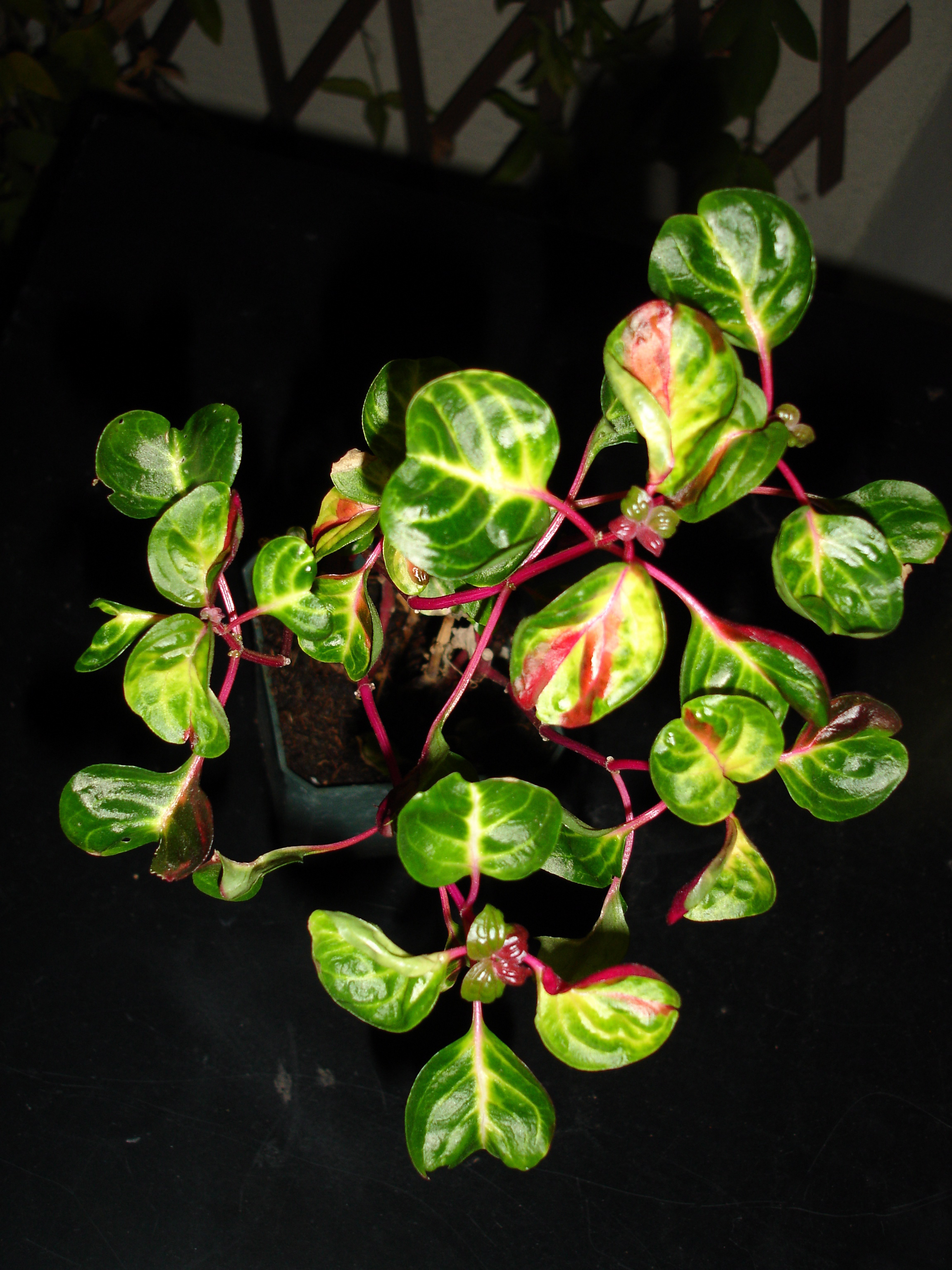
Iresine herbstii cv. aureoreticulata

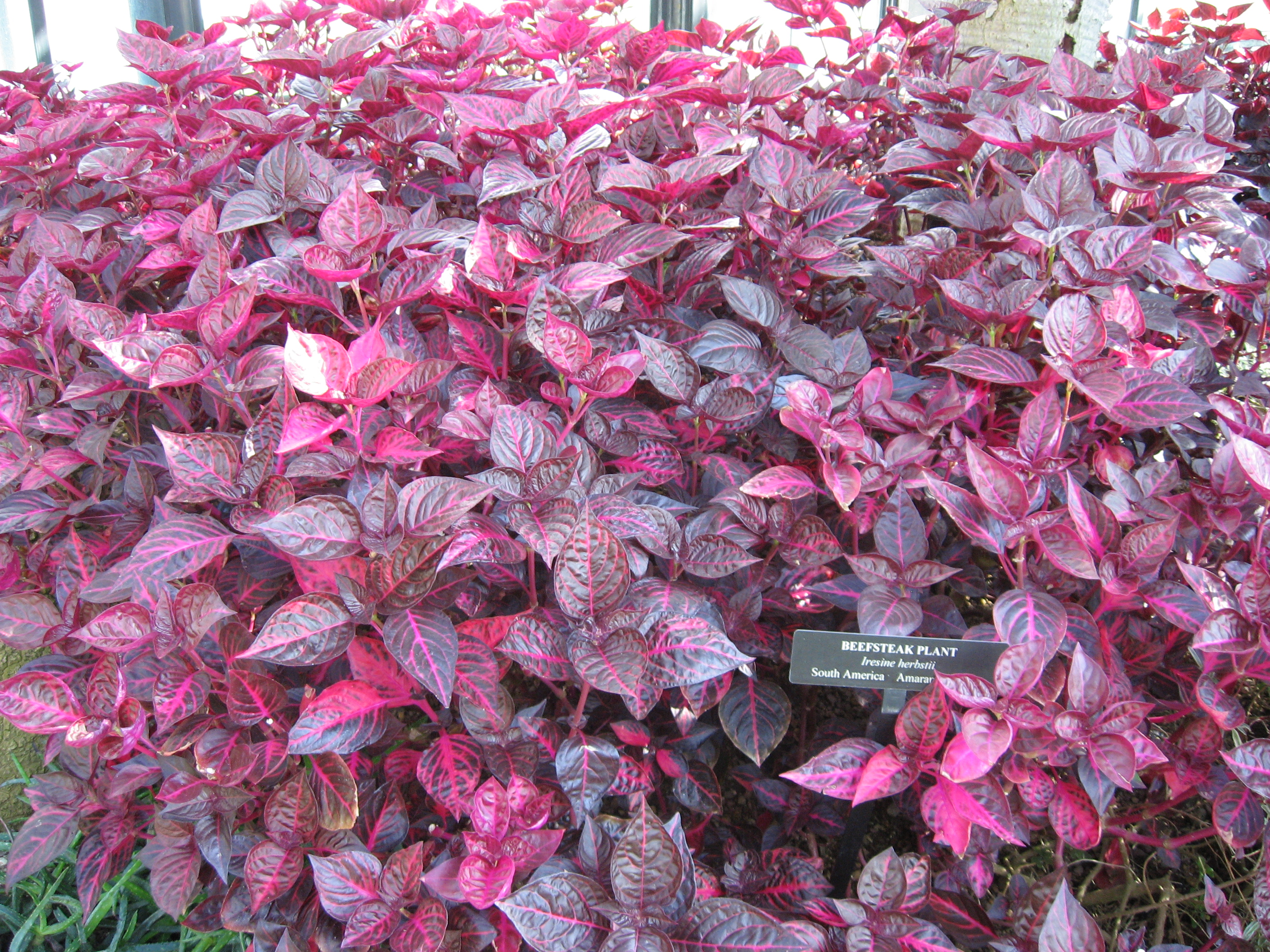
Iresine herbstii cv. a foglie rosse

Alcune specie sono apprezzate per la loro bellezza, altre nell'ambito delle scienze erboristiche.
- L'estratto di alcune specie di Iresine viene ad esempio usato nella produzione di Ayahuasca.[2]
- Dal punto di vista medicinale, la più significativa è Iresine rhizomatosa (sin. Iresine celosia), utilizzata contro i tumori per la sua azione sulla superficie delle cellule.[3]
- Una delle specie più note è Iresine diffusa f. herbstii  (sin. Iresine herbstii), originaria del Perù, utilizzata come pianta ornamentale.
È una pianta che raggiunge alcune decine di centimetri di altezza, solitamente apprezzata per le foglie porpora o rossicce. Ne esistono comunque anche delle varietà verdi (Iresine herbstii cv. aureoreticulata).